# پادشاه گیونگسون
پادشاه گیونگسون (۹۷۸ م. –۸۹۷ م) (هانگول: 경순왕) (هانجا: 敬顺王) پنجاه و ششمین و آخرین پادشاه شیلا و جانشین پادشاه گیونگه بود.

## زندگی‌نامه
او پس از پادشاه گیونگه آخرین پادشاه از خاندان کیم بود.
در سال ۹۲۷ پس از خودکشی پادشاه گیونگه هزمانی که گیونگ‌سون بر تخت نشست خاندان پارک از بین رفت و خاندان کیم جایگزین آن شد.
پادشاه گیونگ‌سون از نوادگان پادشاه مون سئونگ بود، نام پدرش کیم هیو جونگ و مادرش ملکه دواگر گی آ (دختر شاه هئونگانگ) بود.
کیم بو توسط گیون هوان به پادشاهی رسید و به‌طور موقت مسئولیت امور کشور را بر عهده گرفت.
گیون هوان باعث مرگ آخرین پادشاه از خاندان پارک یعنی (پادشاه گیونگه) شد، پس از اینکه موفق شد شاه شیلا را مجبور به خودکشی کند، کیم بو را به تخت نشاند.
کیم بو که این گونه تبدیل به پادشاه گیونگ‌سون شد از سال ۹۲۷ تا ۹۳۵ به مدت ۹ سال حکومت کرد.
گوریو در همان سال‌ها ۸ هزار نفر از سربازان بکجه را کشت، هنگامی که وانگ گئون خبر پیروزی را به پادشاه گیونگ‌سون رساند، گیونگ‌سون فرستاده‌ای را برای درخواست ملاقات با وانگ گان فرستاد. بر این اساس تاجو وانگ گان در ۲۳ فوریه ۹۳۱ تنها با ۵۰ سواره نظام به شیلا آمد.
گیون سائه برای خوشامدگویی به وانگ گان به حومه شهر رفت و جشن بزرگی برگزار کرد. تا زمانی که وانگ گئون به گوریو بازگشت، شاه گیونگ‌سون با او بسیار مهربانانه رفتار کرد.
پیروزی در نبرد گوچانگ فرصتی برای گوریو بود تا موج نامطلوب جنگ را تغییر دهد و بر بکجه جدید برتری پیدا کند.
بلافاصله پس از پیروزی، حدود سی شهرستان و شهرها در منطقه آندونگ یکی یکی به گوریو تسلیم شدند، پس از آن گسترش قلمرو گوریو افزایش یافت.
در سال ۹۳۴ شهرهایی که تحت نفوذ بکجه جدید قرار داشتند به گوریو تسلیم شدند. پادشاهی باکجه جدید ضربه بسیار سنگینی خورد و به آرامی علائم فروپاشی را نشان داد.
گوریو به راحتی بدون این که به مناطق حمله کند توانست کشورش را گسترش دهد، بیشتر مناطق باکجه و شیلا به راحتی تسلیم گوریو می‌شدند و این باعث شد گوریو به راحتی پیروز شود.
در ماه اکتبر سال ۹۳۵ میلادی پادشاه گیون سائه که وضع بد کشور را دید گفت: (سرزمین در همه جهات به مالکیت دیگران تبدیل شده است و کشور ضعیف و تنها است، بنابراین دیگر محافظت از کشور به تنهایی دشوار است)
در نهایت پادشاه گیون سائه با افراد خود بحث کرد که به گوریو تسلیم شود. در میان موافقان و مخالفان فردی که بیش از همه مخالف بود ولیعهد مئویی بود.
با این حال گیون سائه گفت که کشور در خطر بسیار زیادی قرار دارد و دیگر نمی‌توان مردم بی گناه را رنج داد.
گیون سائه نامه را به تائجو وانگ داد و خواست که تسلیم او شود.
تائجو نامه او را دریافت کرد که درخواست تسلیم شدن کرده بود، او نیز خوشحال شد.
در همان زمان ولیعهد مائویی (پسر گیون سائه) که مخالف تسلیم شیلا به گوریو بود با گریه به کوه گئوم گانگ رفت و راهب شد.
پس از اینکه گیون سائه تسلیم شد به شهر گاگیونگ رفت و تائجو وانگ گان شخصاً برای استقبال از او به شهر رفت و بهترین خانه را در شرق کاخ به او داد و دختر بزرگش یعنی ناکرانگ را همسر گیون سائه کرد.
همچنین گیون سائه بعد از تسلیم شدن کمربند یشم زیبا که در گذشته‌های دور مربوط به امپراتور جین پیونگ بود را از انبار بیرون آورد و آن را به تائجو داد.
تاریخ دقیق تولد پادشاه گیون سائه یا گیونگسان مشخص نیست، احتمالاً او در زمان سلطنت خود ۲۰ یا ۳۰ ساله بوده است.
در پایان شاهزاده کیم بو پادشاه پیشین شیلا پس از سال‌های زندگی در گوریو در سن ۸۲ سالگی در سال ۹۷۸ میلادی در دوران حکومت پادشاه پنجم گوریو (گیونگ جونگ) از دنیا رفت.
او پس از مرگ به خاک سپرده می‌شود و قبیله کیم گیونگجو برای او مقبره ای بنا می‌کنند.

## سقوط فرمانروایی
شیلا که سرزمین ضعیفی بود به یک قبیله تبدیل شد و سرانجام توسط ته جو وانگ گان سقوط کرده و به یک شهر که گیونگجو بود تبدیل شد.